# Hemistola subcaerulea
Hemistola subcaerulea är en fjärilsart som beskrevs av Louis Beethoven Prout 1934. Hemistola subcaerulea ingår i släktet Hemistola och familjen mätare. Inga underarter finns listade i Catalogue of Life.